# 光州起亞冠軍球場
光州起亞冠軍球場（韓語：광주 기아 챔피언스 필드），是韓國一座棒球場，位於光州廣域市北区，座落在光州無等綜合競技場棒球場旁邊。此棒球場原本是光州無等綜合競技場棒球場的田徑場，於2011年11月24日拆除田徑場、開工建設棒球場，2014年3月落成啟用。本球場是韓國職棒起亞虎的主場，所有權為光州廣域市政府，起亞虎自球場落成起擁有此球場的使用權至2039年，並分擔球場建設總經費994億韓元中的300億。

## 外部連結
- 光州起亞冠軍球場在台灣棒球維基館上的頁面（繁體中文）